# Ашлакка
Ашлакка — древний город в Верхней Месопотамии, который принято локализовать в центральной части треугольника Хабура. Столица одноименного царства. Царь Мари Зимри-Лим захватил этот стратегически важный город в начале своего правления и посадил там в качестве царя Ибаль-Адду, который восстал против Мари в конце 1763 году до н. э.. После этого Ашлакка была во второй раз взята Зимри-Лимом. 